# Giuliano Turone
Giuliano Turone (Santa Margherita Ligure, 10 dicembre 1940) è uno scrittore ed ex magistrato italiano.

## Biografia
Giudice istruttore a Milano dal 1970 al 1987, nel 1974 guidò, assieme a Giovanni Caizzi, le indagini che portarono all'arresto dell'allora capo di Cosa nostra Luciano Liggio.
Nel luglio 1984 rinviò a giudizio Michele Sindona nel corso dell'inchiesta sull'omicidio di Giorgio Ambrosoli, commesso a Milano l'11 luglio 1979. Per quell'omicidio, e per altri reati, Sindona fu condannato all'ergastolo con la sentenza del 18 marzo 1986 della Corte d'assise del capoluogo lombardo. Due giorni dopo Sindona morì in carcere per avere assunto una dose di cianuro. L'intera vicenda giudiziaria, comprensiva dell'indagine sulla morte di Sindona, che risultò essere dovuta a suicidio, fu poi raccolta nel libro Il caffè di Sindona scritto con il collega Gianni Simoni, che su quella morte aveva indagato.
Nell'ambito della stessa inchiesta sull'omicidio Ambrosoli, in particolare nel corso delle indagini sul falso rapimento Sindona, Giuliano Turone, assieme al suo collega Gherardo Colombo, dispose la perquisizione domiciliare di tutti i recapiti noti di Licio Gelli, "maestro venerabile" della loggia massonica P2. L'operazione si svolse il 17 marzo 1981 sia nella villa Wanda ad Arezzo, di proprietà di Gelli, sia in un suo recapito occulto, annotato in un'agendina sequestrata a Sindona poco tempo prima: un ufficio messo a sua disposizione a Castiglion Fibocchi, in provincia di Arezzo, dalla ditta Giole del gruppo Lebole. La perquisizione ebbe un risultato clamoroso solo in quest'ultimo ufficio, dove portò alla scoperta della lista di quasi mille iscritti alla loggia P2, nonché di 33 buste sigillate contenenti la documentazione inerente a operazioni di enorme rilievo nazionale gestite dalla loggia segreta attraverso percorsi non trasparenti ed eludendo ogni controllo istituzionale e di opinione pubblica.
Negli anni novanta Giuliano Turone ha fatto parte del primo staff di magistrati della Procura nazionale antimafia e ha collaborato con il Consiglio d’Europa, per la redazione della convenzione di Strasburgo del 1990 sul riciclaggio. Ha poi collaborato con le Nazioni Unite svolgendo attività di pubblico ministero presso il Tribunale penale internazionale dell’Aja per l’ex Jugoslavia.
Negli anni duemila, lavorò nuovamente a Milano come procuratore della Repubblica aggiunto. In tale occasione, si occupò della querela per diffamazione sporta da Mediaset contro il programma Raiot - Armi di distrazione di massa di Sabina Guzzanti, di cui chiese l'archiviazione (poi accolta dal Gip), il 30 gennaio 2004, motivando in quanto le cose dette dalla Guzzanti erano «obiettivamente vere nei loro elementi essenziali». Successivamente divenne consigliere della Corte di cassazione, dimettendosi nel 2007 per dedicarsi allo studio, alla pubblicazione di libri e all'insegnamento presso l'Università Cattolica del Sacro Cuore di Milano (2007-2014).
Nel 2018 lavora come consulente storico per lo spettacolo teatrale Propaganda scritto da Chiara Boscaro e Marco Di Stefano della compagnia La Confraternita del Chianti, prodotto dal Teatro della Cooperativa di Milano.
Nel 2020, Giuliano Turone (Dante Poliglotta) ha donato alla Casa di Dante a Firenze 284 traduzioni della Divina Commedia in 49 lingue e 22 dialetti. I reperti sono esposti nella Sala no. 9 al secondo piano.

## Opere
- Tecniche di indagine in materia di mafia, con Giovanni Falcone, in Cassazione Penale, 1983, p. 1038 e ss.
- Le associazioni di tipo mafioso, Giuffrè, Milano 1984.
- L'estradizione e l'assistenza giudiziaria nei rapporti Italia-USA, Giuffrè, Milano 1986.
- Le indagini collegate nel nuovo codice di procedura penale, Giuffrè, Milano 1992.
- Indagini collegate, procure distrettuali e procura nazionale antimafia, in AA.VV., Processo penale e criminalità organizzata, a cura di Vittorio Grevi, Laterza, Roma-Bari 1993.
- Il delitto di associazione mafiosa, Giuffrè, Milano 1995 (prima edizione).
- Investigating and Prosecuting the proceeds of crime. The Italian Experience, in AA.VV., Responding to Money Laundering. International Perspectives, a cura di Ernesto U. Savona, London, 1996.
- Powers and Duties of the Prosecutor, in AA.VV., The Rome Statute of the International Criminal Court. A Commentary, a cura di Antonio Cassese, Paola Gaeta e John R.W.D. Jones, Oxford University Press, 2002, VoI. II, p. 1137 e ss.
- Il delitto di associazione mafiosa, Giuffrè, Milano 2008, (seconda edizione aggiornata).
- Il caffè di Sindona. Un finanziere d’avventura tra politica, Vaticano e mafia, con Gianni Simoni, Garzanti, Milano 2009.
- Il caso Battisti, Garzanti, Milano 2011.
- Il delitto di associazione mafiosa, Giuffrè, Milano 2015, (terza edizione aggiornata).
- Il boss. Luciano Liggio: da Corleone a Milano, una storia di mafia e complicità, con Antonella Beccaria, Castelvecchi, Roma 2018.
- Italia occulta. Dal delitto Moro alla strage di Bologna, il triennio maledetto che sconvolse la Repubblica, prefazione di Corrado Stajano, Chiarelettere, Milano 2019.